# アンドラーテ
アンドラーテ（伊: Andrate）は、イタリア共和国ピエモンテ州トリノ県にある、人口約500人の基礎自治体（コムーネ）。

## 地理

### 位置・広がり

#### 隣接コムーネ
隣接するコムーネは以下の通り。括弧内のBIはビエッラ県所属を示す。
- ボルゴフランコ・ディヴレーア
- キアヴェラーノ
- ドナート (BI)
- ノマーリオ
- セッティモ・ヴィットーネ